# Wilhelm Thöny

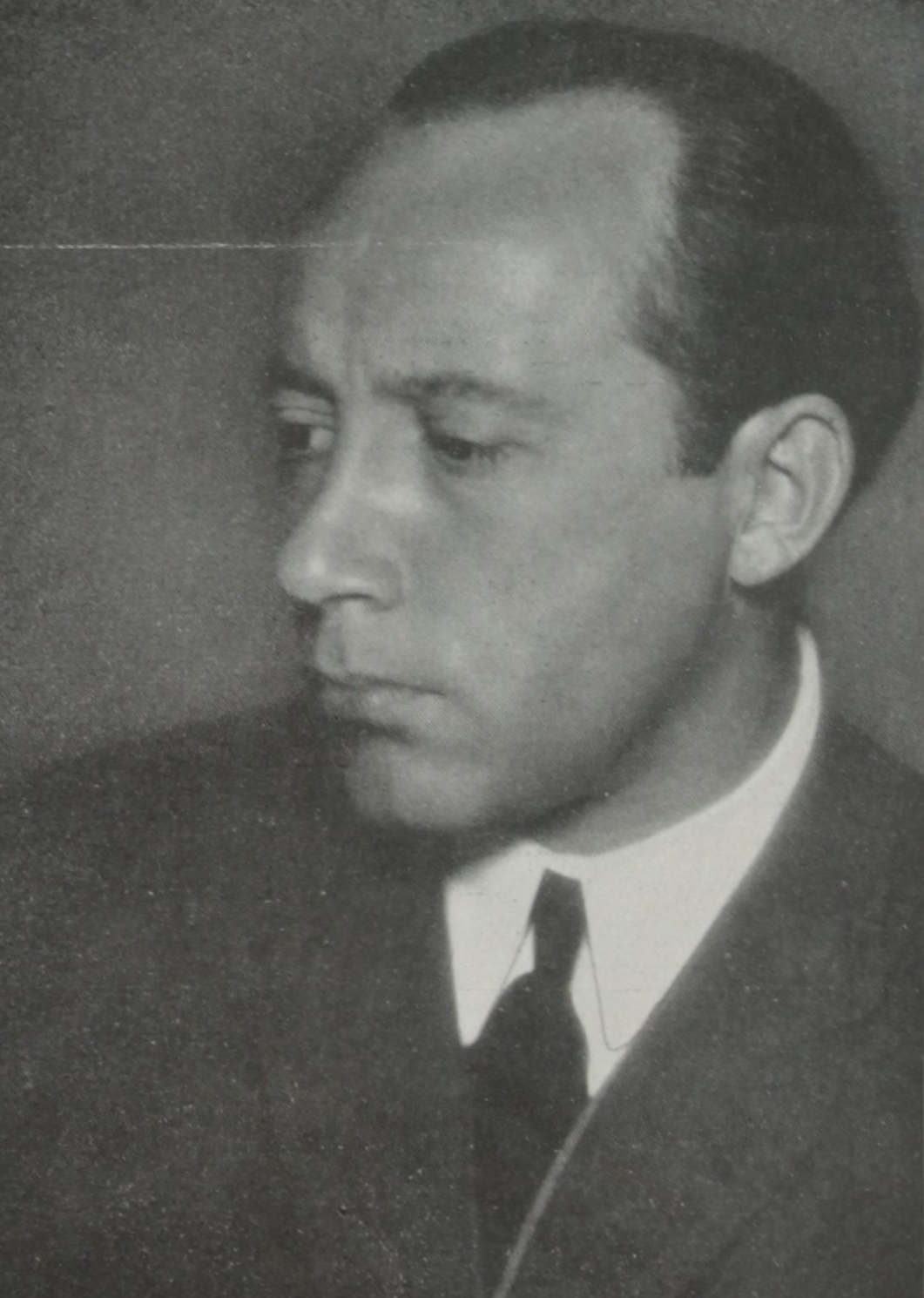
Aufnahme aus den 1920er Jahren von Richard Gerstenberger

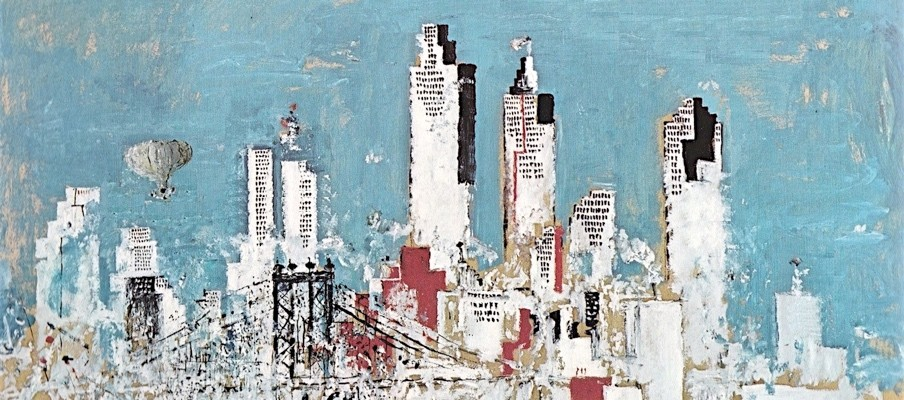
New York

Wilhelm Thöny (* 10. Februar 1888 in Graz, Österreich-Ungarn; † 1. Mai 1949 in New York City) war ein österreichischer Maler, Grafiker, Radierer und Illustrator.

## Leben
Thöny besuchte zunächst die Landeskunstschule in Graz, anschließend studierte er in den Jahren 1908 bis 1912 an der Akademie der Bildenden Künste München, wo Angelo Jank und Gabriel von Hackl seine Lehrer waren. Neben seiner Künstlerausbildung lernte er Gesang und Klavierspielen. Bereits während seines Studiums gehörte Thöny zu den ersten Gründungsmitgliedern der Münchener Neuen Secession. Als Sezessionsmitglied begegnete er Künstlern wie Alfred Kubin, mit dem er lange Kontakt hielt.
Im zweiten Kriegsjahr des Ersten Weltkrieges, 1915, rückte Thöny als Einjährig-Freiwilliger zum Grazer Schützenregiment Nr. 3 ein, besuchte 1916 die Reserveoffiziersschule in Mürzzuschlag und wurde am 1. August 1917 zum Leutnant der Reserve befördert. Dem wiederholten Gesuch seines Vaters um Aufnahme Thönys in die Kunstgruppe des k.u.k. Kriegspressequartiers wurde nicht stattgegeben, obwohl er an dem unter dem Protektorat des Deutschen Kaisers stehenden Werk „Die Feinde Deutschlands und seiner Verbündeten“ (Berlin 1917) mitarbeitete und darüber hinaus auch 1916 die Kriegsgefangenenlager von Braunau in Böhmen, Kleinmünchen und Mauthausen besichtigen durfte und dort Porträtstudien von gefangenen italienischen, albanischen, rumänischen und griechischen Soldaten anfertigte. 1917 hielt sich Thöny an der italienischen Front im Tonale-Abschnitt auf. Seine oftmals sehr großflächigen Darstellungen der Kämpfe des Schützenregiments Nr. 3 wurden zum Teil auf Farbpostkarten zugunsten des Witwen- und Waisenfonds des Regimentes reproduziert, wovon sich heute einige im Stadtmuseum Graz befinden. Thöny illustrierte 1917 auch die Geschichte seines Regiments, er blieb gleichsam ein „Regimentsmaler“, da er zu keinem Zeitpunkt offizieller Kriegsmaler im Kriegspressequartier war. Er wird diesbezüglich oft mit seinem Namensvetter Eduard Thöny verwechselt, welcher von Mitte Juli 1914 bis Kriegsende Mitglied des Kriegspressequartiers war.
Nach dem Krieg kehrte er in seine Geburtsstadt Graz zurück und war dort Mitbegründer und erster Präsident der Grazer Sezession (1923). 1925 heiratete er Thea Herrmann-Trautner, die Tochter des amerikanischen Malers Frank S. Herrmann (1866–1942), Schwester der Malerin und Karikaturistin Eva Herrmann. Nach kurzem Aufenthalt 1929 in Paris malte Thöny das erste große Ölbild „Ile de la Cité“. Fasziniert von den Hauptstädten der modernen Welt wie Paris oder New York, verließ er seine Heimatstadt Graz und verbrachte die Jahre von 1931 bis 1938 in Paris, wo sich sein Stil stark wandelte. Jedes Jahr verbrachte er den Herbst an der Côte d’Azur, wo die wichtigsten Werke dieser Schaffensperiode entstanden. Im Sommer 1933 begab sich Thöny erstmals nach Manhattan. Unter diesem Eindruck malte er dann in Paris zahlreiche Ölgemälde und Aquarelle mit New Yorker Motiven. 1929, 1935 und 1936 beteiligte er sich mit Werken an den Ausstellungen der Prager Secession. Auf der Pariser Weltausstellung 1937 wurde Thöny mit der Goldmedaille ausgezeichnet. 1938 übersiedelte Thöny mit seiner jüdischen Frau Thea endgültig nach New York, von wo aus er zahlreiche Ausstellungen in den USA organisierte, aber auch unter der Isolation als Europäer litt.
Am 4. März 1948 wurden durch einen Brand in einem Lagerhaus in New York über tausend seiner Grafiken und Gemälde, die in einer großen Kollektivausstellung gezeigt werden sollten, zerstört. Damit war fast sein ganzes Lebenswerk verloren. Von diesem Schicksalsschlag erholte er sich bis zu seinem Tod im Jahr 1949 nicht mehr. Thea Thöny betreute den Nachlass.
Im Jahr 1976 wurde in Wien-Donaustadt (22. Bezirk) die Thönygasse nach ihm benannt. Im Grazer Bezirk Wetzelsdorf wurde der Wilhelm-Thöny-Weg nach ihm benannt.

## Werk
Thöny war als Mensch und als Künstler ein Einzelgänger. Er fühlte sich keiner Kunstrichtung verpflichtet, was sich in den vielfältigen Techniken und Inhalten seiner Werke ausdrückt. Vor allem in seiner Grazer Zeit beherrschen Themen wie Einsamkeit und Kälte seine Bilder. Inspiriert wurde er einerseits von der Beschaulichkeit der steirischen Landschaften, andererseits vom Trubel der Großstädte Paris und New York. Aber auch die Eindrücke von seinem Einsatz an der Front im Ersten Weltkrieg ziehen sich durch das gesamte Schaffen.
Die Ölgemälde Thönys, die während seiner Zeit in Frankreich entstehen, wirken leicht, ähnlich Aquarellen. Ab der südfranzösischen Küste in Toulon, Bandol, Sanary-sur-Mer oder Marseille verewigte Thöny Licht und Farbe der frühen Herbsttage in einigen Werken. Seine Liebe galt eher den einfachen Motiven, wie den stillen Gärten, einem alten Hafen, dem Zweig des Obstbaums oder dem Turm einer Kathedrale. Die Lockerheit der Farbe, die von aller beschreibenden Funktion befreit ist, die Rhythmik im Bildaufbau, die zur Chiffre verkürzten Gegenstände bestimmen die Einzigartigkeit dieser Werke.
Sammlungen seiner Werke finden sich in der Neuen Galerie Graz, in der Österreichischen Galerie Belvedere sowie im Heeresgeschichtlichen Museum in Wien.

## Ausstellungen (Auszug)
- Wilhelm Thöny. Im Sog der Moderne, 2013, Neue Galerie Graz, Universalmuseum Joanneum[3]
- Wilhelm Thöny. Träumen in schwierigen Zeiten, 2020, Museum der Moderne Salzburg

## Werke  (Auszug)

### Gemälde
- Soldaten am Lagerfeuer (1917), Öl auf Leinwand, 80,5 × 60 cm, Heeresgeschichtliches Museum, Wien
- Infanterieangfriff (1915), Öl auf Leinwand, Heeresgeschichtliches Museum, Wien
- Begegnung (um 1925)
- Schulhof (1926/27)
- Mondnacht am Murufer in Graz (1928), Öl auf Leinwand, 80 × 100 cm, Belvedere, Wien
- Begegnung (um 1935)
- New York (um 1935)
- Fête au bois 1890 (1935)
- New York bei Nacht (um 1936), Aquarell auf Papier, 48 × 65 cm, Albertina, Wien
- Portrait Kardinal Verdier (1937)
- Doppelportrait (um 1942)

### Zeichnungen
- Die Rabeneltern aber schlemmen (um 1928)
- Pariser Sommermode (um 1935)

### Autobiografie
- ...mit y  (erschienen postum 1953)

### Illustrierte Bücher
- Fjodor M. Dostojewski: Das junge Weib. Mit Radierungen von Wilhelm Thöny. Kurt Wolff, Leipzig 1918.
- Andreas Schreiber: Die Seltsamkeiten Lord Nightingales. Mit sechs Radierungen von W. Thöny (1920)
- Hugo Daffner: Salome. Ihre Gestalt in Geschichte und Kunst, Dichtung – Bildende Kunst – Musik. Hugo Schmidt, München 1912. Mit einer Original-Radierung von Wilhelm Thöny.